# بيرت شارب
بيرت شارب (بالإنجليزية: Bert Sharp)‏ هو لاعب بولينغ أسترالي، ولد في 29 يوليو 1926.